# Liesbeth Spies

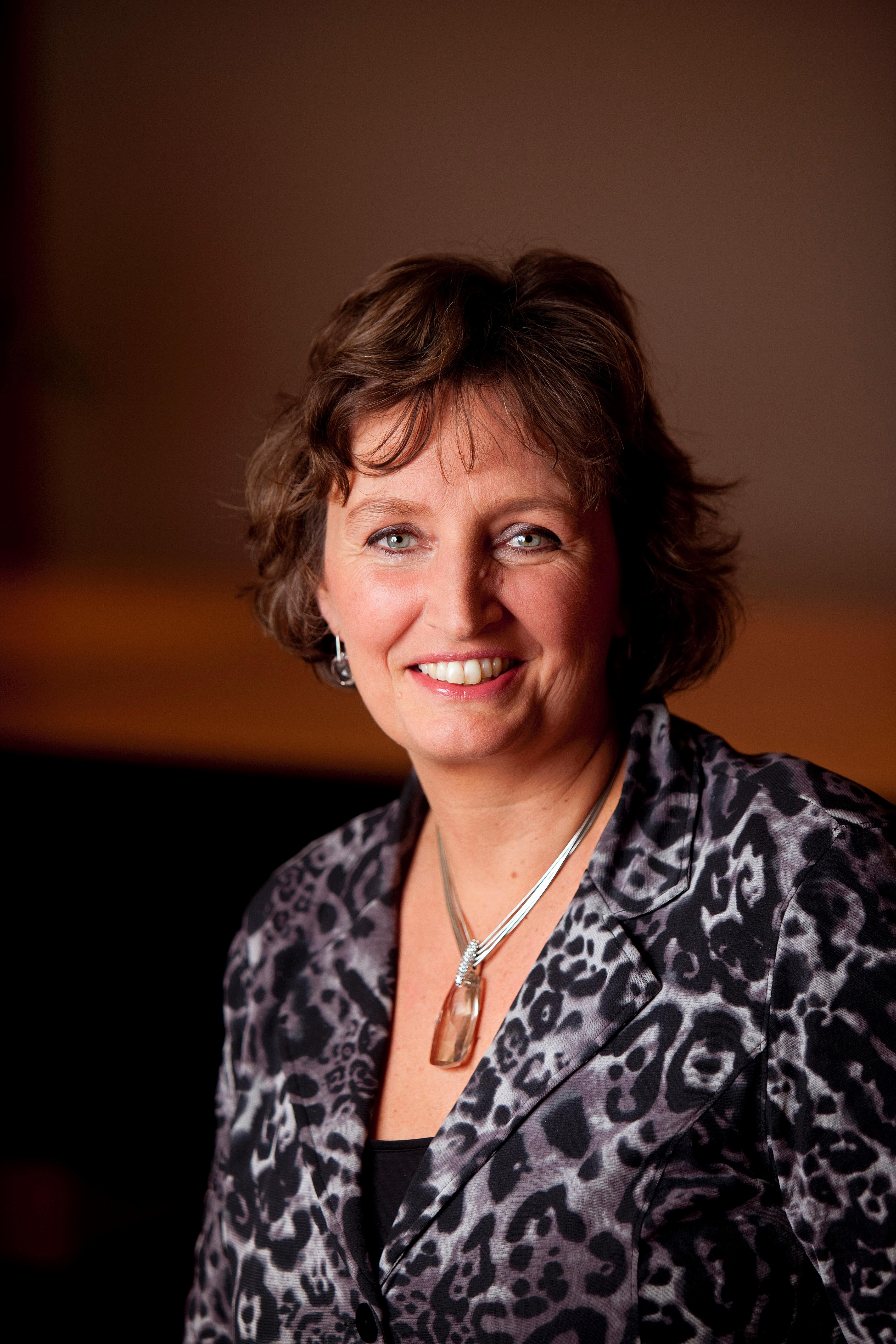
Liesbeth Spies (2012)

Jantje Wilhelmina Elisabeth „Liesbeth“ Spies (* 6. April 1966 in Alphen aan den Rijn, Provinz Südholland) ist eine niederländische Politikerin des Christen-Democratisch Appèl (CDA), die mehrere Jahre Mitglied der Zweiten Kammer der Generalstaaten war und 2011 bis 2012 Ministerin für Inneres und Überseegebiete. Seit 2014 bekleidet sie das Amt der Bürgermeisterin von Alphen aan den Rijn.

## Leben

### Studium und berufliche Laufbahn
Nach dem Schulbesuch begann Liesbeth Spies 1984 ein Studium der Fächer Rechts- und Wirtschaftswissenschaften an der Reichsuniversität Leiden und schloss dieses Studium im Januar 1990 ab. Im Anschluss begann sie ihre berufliche Laufbahn als Beraterin und Projektleiterin bei Research voor Beleid B.V. in Leiden und war danach bis 1998 Sekretärin und Leiterin des Projektbüros der Interprovinziellen Beratungsagentur Interprovinciaal Overleg (IPO).
1998 wechselte in die Verwaltung der Provinz Südholland und war dort bis März 2002 Leiterin des Büros für Umweltkoordination und Raumplanung sowie Programmmanagerin für die Ausführung des Umwelt- und Wasserplans der Provinz. Danach folgte bis Mai 2002 eine Tätigkeit als Leiter der Ausführungsabteilung der Provinzverwaltung. 2002 war sie für einige Zeit Vorsitzende der CDA-Programmkommission für die Wahl des Gemeinderates in Alphen aan den Rijn.

### Abgeordnete und Ministerin
Spies, die seit 1984 Mitglied der CDA ist, wurde im Mai 2002 Mitglied der Zweiten Kammer der Generalstaaten und gehörte dieser mehr als acht Jahre bis Juni 2010 an. Während dieser Zeit war sie zwischen Juli 2002 und März 2007 zunächst Mitglied des Vorstandes und danach bis Mai 2010 stellvertretende Vorsitzende der Fraktion der CDA in der Zweiten Kammer.
Am 1. November 2010 wurde sie als Nachfolgerin von Henk Bleker kommissarische Vorsitzende des CDA und bekleidete diese Funktion knapp ein halbes Jahr, ehe sie am 2. April 2011 von Ruth Peetoom abgelöst wurde.
Zwischen März und April 2011 war sie Mitglied des Parlaments (Provinciale Staten) der Provinz Südholland sowie dortige Fraktionsvorsitzende der CDA und wurde im Anschluss am 27. April 2011 Mitglied der dortigen Provinzregierung (Gedeputeerde Staten), in der sie bis zum 16. Dezember 2011 für Raum, Wohnen, Wirtschaft und Häfen zuständig war.
Am 16. Dezember 2011 wurde Liesbeth Spies schließlich von Ministerpräsident Mark Rutte zur Ministerin für Inneres und Überseegebiete ins Kabinett berufen. Damit wurde sie Nachfolgerin von Piet Hein Donner, der Vize-Vorsitzender des Staatsrates (Raad van State) geworden war. Als Ministerin war sie für die überseeischen autonomen Landesteile Aruba, Curaçao und Sint Maarten zuständig.
2012 bekundete sie ihr Interesse an der CDA-Spitzenkandidatur bei der Parlamentswahl im September, die Partei gab jedoch Sybrand van Haersma Buma den Vorzug.